# Ева Кляйн
Ева Кляйн (угор. Eva Klein; 22 січня 1925, Будапешт, Угорщина — 19 січня 2025) — угорсько-шведська вчена-імунолог, піонер в області онкологічної імунології, професор-емерит Каролінського інституту. Найбільше відома за відкриття природних кілерів та виведення ліній клітин лімфоми Беркітта.

## Біографія
Ева Фішер народилася 22 січня 1925 року у Будапешті у заможній єврейській родині. У шкільні роки дівчина цікавилася спортом, мистецтвом та наукою. Після закінчення школи, вона розпочала медичне навчання у Будапештському університеті.
Через рік після того, як Ева закінчила середню школу, німецькі війська окупували Угорщину. Під час Голокосту в Угорщині у 1944—1945 роках, Фішерам довелося переховуватись у Інституті Гістології Будапештського університету. Від загибелі Єву та членів її родини врятував друг, студент-медик Янош Ширмай, який підробив потрібні документи.
Короткий час після закінчення війни Ева грала у молодіжному театрі. Покинувши театр, вона відновила навчання на медичному факультеті Будапештського університету. На третьому році навчання в університеті вона познайомилась із майбутнім чоловіком, Джорджем Кляйном, із яким незабаром одружилась та 1947 року виїхала до Швеції. В 1948 році разом із чоловіком Ева Кляйн отримала посаду студента-дослідника на кафедрі клітинної біології та генетики в Каролінському інституті під керівництвом професора Торб'єрна Касперсона. Кляйн завершила навчання на доктора медицини в 1955 році та отримала звання доктора філософії в 1965 році. Кляйн стала професором пухлинної біології в 1979 році та професором-емеритом Каролінського інституту в 1993 році.

## Наукова діяльність
Наукова кар'єра Еви Кляйн розпочалася у 1948 році після отримання посади ассистента кафедри клітинних досліджень та генетики Каролінського університету під керівництвом професора Торб'єрна Касперсона. У 1956 році вона захистила докторську дисертацію на тему «Конверсія солідних новоутворень у асцитичні пухлини» (англ. «Conversion of solid neoplasms into ascites tumors»), у якій зосередилася на еволюції популяцій пухлинних клітин та їх селекції. У подальші 10 років Кляйн продовжувала досліджувати цитологічну варіативність пухлин, засновану на цьому селекцію пухлинних клонів та роль головного фактору гістосумісності у цьому процесі.
На початку 1960-х років, предмет наукового інтересу Еви Кляйн змістився у бік дослідження властивостей лімфом. В кінці 1960-х років дослідницька група Єви Кляйн вивела лінію пухлинних клітин лімфоми Беркітта, що і по сей день продовжує застосовуватися для досліджень.
У 1970-х роках Ева Кляйн зацікавилась механізмами протипухлинної імунної відповіді. Разом із трьома своїми учнями, Рольфом Клісслінгом, Гуго Проссом та Мікаелем Джондалем, вона відкрила та охарактеризувала унікальний не тимус-залежний тип лімфоцитів із цитотоксичними властивостями, що не потребують презентації антигену і здатні атакувати вражені вірусами та такі, що зазнали пухлинної трансформації, клітини.
Іще одним полем наукового інтересу Кляйн та її групи є вірусна індукція туморогенезу із особливим фокусом на ролі вірусу Епштейна-Барр у патогенезі лімфоми Беркітта. Ця тема залишається провідним напрямком роботи дослідницької роботи групи Кляйн на даний час.
Загалом професор Кляйн та її дослідницька група має понад опублікованих 500 робіт у сферах експериментальних досліджень клітин та ракових досліджень, загальної імунології, пухлинної імунології та біології.

## Особисте життя
Ева одружена із пухлинним біологом Джорджем Кляйном, із яким має трьох дітей. Старший син став математиком, а дві доньки — лікарем та драматургом. На думку Еви, найкращі стосунки в неї склалися із старшим сином.
Ева зізнається, що її сімейне життя важко назвати легким: через свою наукову кар'єру Єва досить мало часу могла приділяти дітям і змушена була запросити для дітей із Будапешту няню, яка виростила її саму, а чоловік ніколи не приділяв часу домашнім справам і сердився на неї, якщо вона займалася чимось окрім науки. Попри те, їхній шлюб протримався до самої смерті Джорджа у 2016 році.
Одним із інтересів Еви є переклад угорської поезії шведською мовою. Вона планує випустити невеликий збірник своїх перекладів.